# Numan Bostan
Numan Bostan, né le 31 janvier 1998 à Fontainebleau, est un footballeur français qui évolue au poste de gardien de but au Hacettepe 1945.

## Biographie
Numan Bostan commence le football à l'âge de douze ans dans le Loiret, au Sporting Club Malesherbois. Il fait également partie du pôle espoir de Châteauroux, grâce auquel il se fait remarquer par plusieurs clubs français : l'Olympique lyonnais, l'Olympique de Marseille, les Girondins de Bordeaux, le FC Lorient, le Stade rennais ou encore le FC Nantes. Il choisit finalement le Toulouse Football Club.
Bostan est sélectionné comme doublure de Luca Zidane pour l'Euro U17 2015, qu'il remporte avec l'équipe de France. Il signe son premier contrat professionnel en septembre 2015, avec son club formateur, avant de prendre place sur le banc des remplaçants pour la première fois en Ligue 1 le 3 octobre lors d'un déplacement au Gazélec Ajaccio,.
Son entraîneur préférant titulariser Alban Lafont alors que Numan était décrit comme « l'avenir du club », il est vendu au club de Gençlerbirliği alors en D1 turque.

## Statistiques
| Saison                | Club                  | Championnat           | Championnat | Championnat | Coupe(s) nationale(s) | Coupe(s) nationale(s) | Total | Total |
| Saison                | Club                  | Division              | M.          | B.          | M.                    | B.                    | M.    | B.    |
| 2015-2016             | Toulouse FC           | Ligue 1               | -           | -           | -                     | -                     | 0     | 0     |
| 2016-2017             | Toulouse FC           | Ligue 1               | -           | -           | -                     | -                     | 0     | 0     |
| Sous-total            | Sous-total            | Sous-total            | -           | -           | -                     | -                     | 0     | 0     |
| 2017-2018             | Gençlerbirliği SK     | Süper Lig             | -           | -           | -                     | -                     | 0     | 0     |
| Sous-total            | Sous-total            | Sous-total            | -           | -           | -                     | -                     | 0     | 0     |
| 2018-2019             | Hacettepe SK (prêt)   | 2. Lig                | 4           | 0           | -                     | -                     | 4     | 0     |
| 2019-2020             | Hacettepe SK (prêt)   | 2. Lig                | 5           | 0           | -                     | -                     | 5     | 0     |
| 2020-2021             | Hacettepe SK (prêt)   | 2. Lig                | 24          | 0           | -                     | -                     | 24    | 0     |
| Sous-total            | Sous-total            | Sous-total            | 33          | 0           | -                     | -                     | 33    | 0     |
| 2021-2022             | Turgutluspor          | 2. Lig                | 6           | 0           | -                     | -                     | 6     | 0     |
| Sous-total            | Sous-total            | Sous-total            | 6           | 0           | -                     | -                     | 6     | 0     |
| Total sur la carrière | Total sur la carrière | Total sur la carrière | 39          | 0           | -                     | -                     | 39    | 0     |

## Palmarès
Il remporte le championnat d'Europe U17 avec l'équipe de France en 2015.